# Комаев, Руслан Владимирович
Комаев Руслан Владимирович (20 июня 1947, Ногир, Северо-Осетинская АССР — 29 ноября 2021, Владикавказ) — конструктор космических летательных аппаратов, Лауреат государственной премии СССР, заслуженный машиностроитель Российской Федерации, первый заместитель генерального директора ФГУП «НПО им. С. А. Лавочкина» (1999-2003 г.) С 2005 г. руководил отделом по макетированию космической техники. Основатель Школы космонавтики г. Владикавказ РСО Алания.

## Биография
1966 г. — окончил Ногирскую среднюю школу с золотой медалью.
1966 г. — поступил в Северо-Кавказский горно-металлургический институт на металлургический факультет.
1970 г. — перевёлся в Московский авиационный институт им. С. Орджоникидзе на факультет космических летательных аппаратов.
После окончания МАИ в 1974 г. был направлен по распределению в НПО им. С. А. Лавочкина.
Более 45 лет проработал в НПО им. Лавочкина: прошёл путь от мастера до первого заместителя генерального директора.
С 1980—1997 гг. работал начальником производства.

## Профессиональная деятельность
За время работы на НПО Лавочкина руководил изготовлением, сборкой, испытаниями более 500 космических аппаратов, из которых 205 были запущены. Среди них Астрон, Венера-12, Венера −13, Венера-14, Венера −15, Венера-16, Гранат, Вега-1, Вега-2, Фобос-1, Фобос-2, Прогноз-11, Прогноз-12, Марс-96.
Возглавлял работу по созданию разгонного блока Фрегат, который дал России заработать сотни миллионов долларов, и космического радиотелескопа Спектр-Р, в течение 7,5 лет удивлявшего своими результатами учёных всего мира.
Участвовал в реализации многоразовой космической системы Буран.
Участвовал в создании космических аппаратов в интересах Министерства Обороны.
Восстановил космические аппараты, составляющие историю советской космонавтики: Луноход-3, Луна-24, Венера-7, Астрон, Гранат, Вега-1, Венера-13, Фобос, Луноход-2.
На свои собственные средства создал и испытал действующий макет Марсохода.
Создал полноразмерные макеты космического корабля Восток-1, летающего космического кресла и космического корабля Союз.
Также создал макеты американской пилотируемой космической программы «Аполлон»: посадочная ступень, взлётные ступени, спускаемый аппарат, ровер-луноход, систему жизнеобеспечения, космический аппарат Меркурий.
Руководил созданием экспозиции НПО им. Лавочкина в павильоне «Космос» на территории ВДНХ.
Возглавлял выставки советской космической техники в США, Южной Корее, Тайване, Великобритании.
Руководил созданием новой экспозиции музея НПО им Лавочкина.

## Школа Космонавтики
Под руководством и непосредственном участии Комаева во Владикавказе были проведены работы по реставрации здания планетария, созданию самого планетария с куполом диаметром 7,5 метров, макета солнечной системы диаметром 12 метров, по установке двух телескопов с 1000-ратным увеличением, работающие солнечные часы. Им также создана школа космонавтики, где имеется аудитория для теоретических занятий и каюта космического корабля для практических занятий, включающая в себя системы, обеспечивающие функционирование космического корабля, макет посадочной и взлётной ступени американской лунной программы Аполлон в масштабе 1:1, макет пульта управления корабля будущего с центральным командным пунктом, а также тренажёр для тренировки вестибулярного аппарата.
К юбилею 60-летия полёта Ю. Гагарина Р. Комаевым был изготовлен за счёт собственных средств действующий макет Лунохода-1 с пультом управления. На лунодроме также установлен макет тренажёра Н. Армстронга для обучения хождению по луне.

## Награды
- В 1983 году удостоен Государственной премией СССР за создание и использование комплекса средств для исследования поверхности планеты Венера
- В 2001 году награждён медалью Федерации космонавтики России имени академика В. П. Глушко за большой личный вклад в дело развития ракетно-космической техники.
- В 2001 году награждён почётным знаком «За Освоение Космоса».
- В 2002 награждён медалью Роскосмоса «Звезда голубой планеты» № 009 за большой личный вклад в создание уникального разгонного блока Фрегат и обеспечение первых запусков.
- В 2007 году награждён медалью Федерации космонавтики России имени К. Э. Циолковского за заслуги перед космонавтикой.
- В 2011 награждён памятной медалью «50 лет космонавтике».
- В 2008 году присвоено звание «Заслуженный машиностроитель Российской Федерации»
- В 2016 году награждён медалью Федерации космонавтики России имени Ю. А. Гагарина за заслуги перед космонавтикой.
- В 2016 году награждён юбилейной медалью «50 лет космической деятельности НПО им. С. А. Лавочкина» за вклад в космическую деятельность.
- В 2017 году награждён медалью «Во Славу Осетии».
- За выдающийся вклад в создании космической техники награждён почётными грамотами руководителей Роскосмоса Коптева Ю.Н, Перминова А.Н., Комарова И. А.

## Общественное признание
- Бюст Руслана Комаева во Владикавказе. Установлен в 2024 году[3]